# Боня, Николай Михайлович
Николай Михайлович Боня (укр. Микола Михайлович Боня; 5 ноября 1923, с. Градижск, Глобинский район, Кременчугский округ, Полтавская губерния, Российская империя — 8 марта 2017, Херсон, Украина) — советский организатор мелиоративного комплекса, начальник управления строительства «Укрводстрой» (1968—1994). Герой Социалистического Труда (1980). Заслуженный мелиоратор Украинской ССР.

## Биография

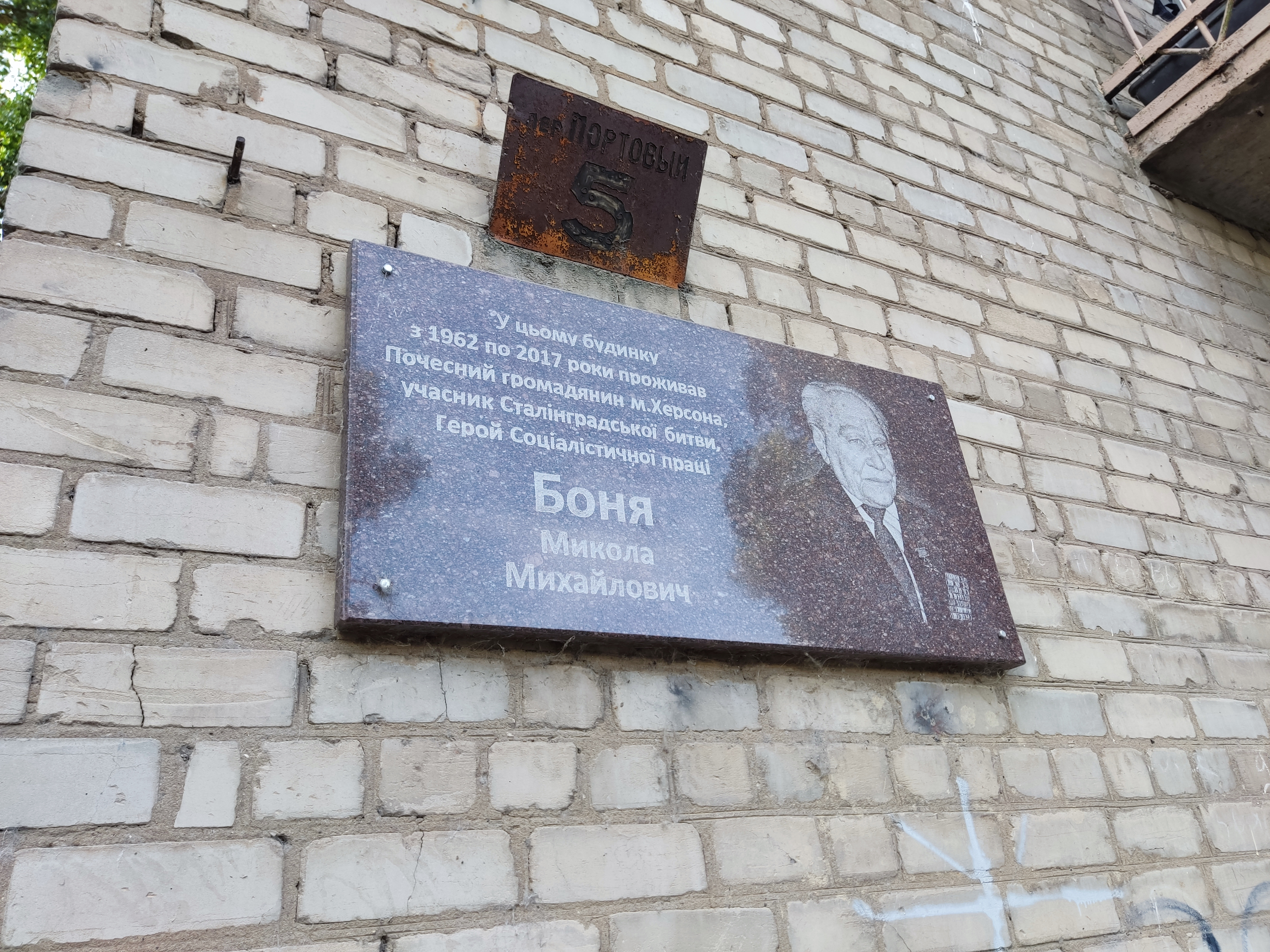
Памятная табличка

Родился в крестьянской семье. В 1942 году окончил Харьковское военно-медицинское училище. Участвовал в Великой Отечественной войне. Был фельдшером санчасти 127-го пушечного артиллерийского полка в составе Юго-Западного фронта. В 1946 году демобилизовался в звании лейтенента медицинской службы.
В 1952 году окончил Киевский гидромелиоративный институт. В 1952—1955 годах работал мастером, прорабом, старшим прорабом СМУ-13 управления строительства «Укрводстрой» в Белозёрском районе Херсонской области и в 1955—1961 годах — главным инженером СМУ-13 в Донецкой и Крымской областях.
В 1961—1966 годах — главный инженер управления «Укрводстрой» в Херсоне. В 1966—1967 годах — на руководящих должностях в Киеве. В 1968—1994 годах — начальник управления строительства «Укрводстрой» в Херсоне. Под его руководством были построены Ингульская, Червонознаменская и Каховская оросительные системы, каналы Северно-Крымский, Главный Каховский магистральный и Северный Донец — Донбасс. Урожайность зерновых культур на орошаемых площадях была повышена до 45-50 центнеров с гектара. Управление также выполняла работы по строительству объектов социальной инфраструктуры. 
Указом Президиума Верховного Совета СССР от 12 февраля 1980 года «за большие производственные успехи и обеспечение ввода в действие Главного Каховского магистрального канала» удостоен звания Героя Социалистического Труда с вручением ордена Ленина и золотой медали «Серп и Молот».
После выхода на пенсию проживал в городе Херсон.
Издал книгу «Творцы магистральных каналов».

## Награды и звания
- Герой Социалистического Труда — указ Президиума Верховного Совета от 12 февраля 1980 года
- Орден Ленина — дважды (1973, 1980)
- Орден Трудового Красного Знамени — дважды (1957, 1964)
- Орден Красной Звезды (1944)
- Орден Отечественной войны II степени (1985)
- Орден Богдана Хмельницкого III степени
- Почётная грамота Верховного Совета УССР (1983)
- Медаль «За взятие Будапешта»
- Медаль «За взятие Вены»
- Заслуженный мелиоратор УССР